# 安平路 (汕头)
安平路（英文：Anping Road），是中国广东省汕头市金平区的一条街道，西南起始于西港，东北止于小公园。全长1130米，宽14.3米。其中车行道宽8-9.5米，人行道宽为4.8米，沥青路面，于1926年开始铺筑。文革期间（1968-1975年）一度称为人民大道，1975年恢复原名。

## 历史
长春电影制片厂曾于安平路拍摄电影《红牡丹》。

## 交会道路
- 打锡一巷
- 打锡三巷
- 安锡巷
- 镇邦街
- 如安街
- 新康里一横
- 新康里三横
- 永平路
- 打索横街
- 德兴路
- 商平路
- 海墘内街
- 永兴六横
- 海平路
- 西堤路

## 主要建筑
- 汕头百货大楼（原南生贸易公司）
- 天华百货商店

## 延伸阅读
安平灯光夜市：汕头老城风貌的“清明上河图” （页面存档备份，存于），2006年3月20日汕头都市报